# Tokusatsu
Tokusatsu (特撮 (đặc toát)/ とくさつ tokusatsu) là danh từ tiếng Nhật, viết tắt của cụm từ Tokushu Satsuei Gijutsu (特殊撮影技術 (đặc thù toát ảnh kỹ thuật)) nghĩa là hiệu ứng đặc biệt với các kỹ thuật chụp ảnh/quay phim đặc thù, tức hiệu ứng đặc biệt được sử dụng trong phim ảnh như cảnh khói lửa, bay nhảy. Danh từ Tokusatsu được dùng nhiều để chỉ về các tác phẩm phim ảnh (cả phim chiếu rạp lẫn các drama, phim dài tập trên truyền hình) có sử dụng loại kỹ thuật này. Thường thì đề tài của phim Tokusatsu là các người hùng, "siêu anh hùng" trong những bộ trang phục thiết kế kỳ lạ, và đôi khi là cả quái thú, người máy... Nó là một trong những loại giải trí phổ biến nhất tại Nhật Bản nhiều thập niên qua, nhưng các tác phẩm loại này thường không thoát ra khỏi phạm vi một số nước châu Á được. Ngay cả tại Nhật, nó cũng không được nhiều người để tâm.

Doraemon và các nhân vật Tokusatsu nổi tiếng của thập niên 70

Nhưng thời gian gần đây Tokusatsu đã vượt ra khỏi lãnh thổ Nhật, phạm vi châu Á để vươn ra thế giới và chiếm được một lượng người hâm mộ trung thành, tuy không nhiều so với các thể loại phim khác.

## Khái niệm
Tokusatsu là một danh từ chỉ phương pháp phân loại nếu nhìn từ phương diện kỹ thuật nên nghĩ rằng nó là các tác phẩm SF hay Fantasy được dựng thành phim ảnh cũng không có gì sai. Nó còn dùng để chỉ các tác phẩm (phim ảnh) hướng đến tầng lớp thiếu niên, nhi đồng do các hãng phim như Touei (Toei), Touhou (Toho) và các Production như Tsuburaya Production (Production là các công ty chế tác phim độc lập) chế tác.
Danh từ Tokusatsu không bao gồm các tác phẩm Anime có cùng nội dung, chủ đề tương tự. Có thể nói Tokusatsu là danh từ để chỉ một bộ phận nhỏ, một phạm vi nhỏ trong các bộ phim chiếu rạp, phim truyền hình được sản xuất hơn là một danh từ để chỉ thể loại (như thể loại kinh dị, lịch sử....). Các tác phẩm Anime và tác phẩm Tokusatsu dần dần được xếp vào hạng mục "Manga" cũng củng cố cho điều này.
Nhưng trong những năm gần đây có quan niệm cho rằng Tokusatsu = "loại drama hành động với nhân vật ăn mặc kín mít cả người" và như vậy lại thu hẹp hơn phạm vi của Tokusatsu. Đại biểu có thể kể đến loạt phim quái thú (Kaiju eiga 怪獣映画) như Gojira và loạt phim người hùng khổng lồ (Kyodai Hiirou 巨大ヒーロー), loạt phim người máy khổng lồ như Super Robot Redbaron (Supaa robotto reddo baron), loạt phim người hùng biến thân như Kamen Raider (仮面ライダー, rider mặt nạ), Kamen no Ninja Akakage (仮面の忍者赤影 Ninja mặt nạ Akakage) và tác phẩm Everyday Magic (エブリデイ・マジック) hướng đến khán giả nữ. Những phim "thuần Tokusatsu" như thế này, tức là sử dụng nhiều kỹ xảo quay phim, đề tài người hùng, siêu nhân, nội dung có phần đơn giản, được gọi chung là "Tokusatsu mono".
Có những phim khai thác đề tài chiến tranh hoặc kinh dị cũng sử dụng một phần hoặc phần lớn kỹ xảo Tokusatsu không được giới truyền thông xếp vào hạng Tokusatsu mono (tuy nhiên giới nghiền phim thế hệ cũ thường có khuynh hướng xếp loại này vào chung với Tokusatsu). Và những phim dùng kỹ xảo đặc biệt do nước khác chế tác như Star Wars, Harry Potter, Smallville, Lost in Space... cũng ít khi được xếp chung vào Tokusatsu cùng với phim quái thú, người hùng của Nhật mà người Nhật chỉ xem chúng là tác phẩm SF (như Star Wars) và tác phẩm Fantasy (như Harry Potter) mà thôi.

## Lịch sử

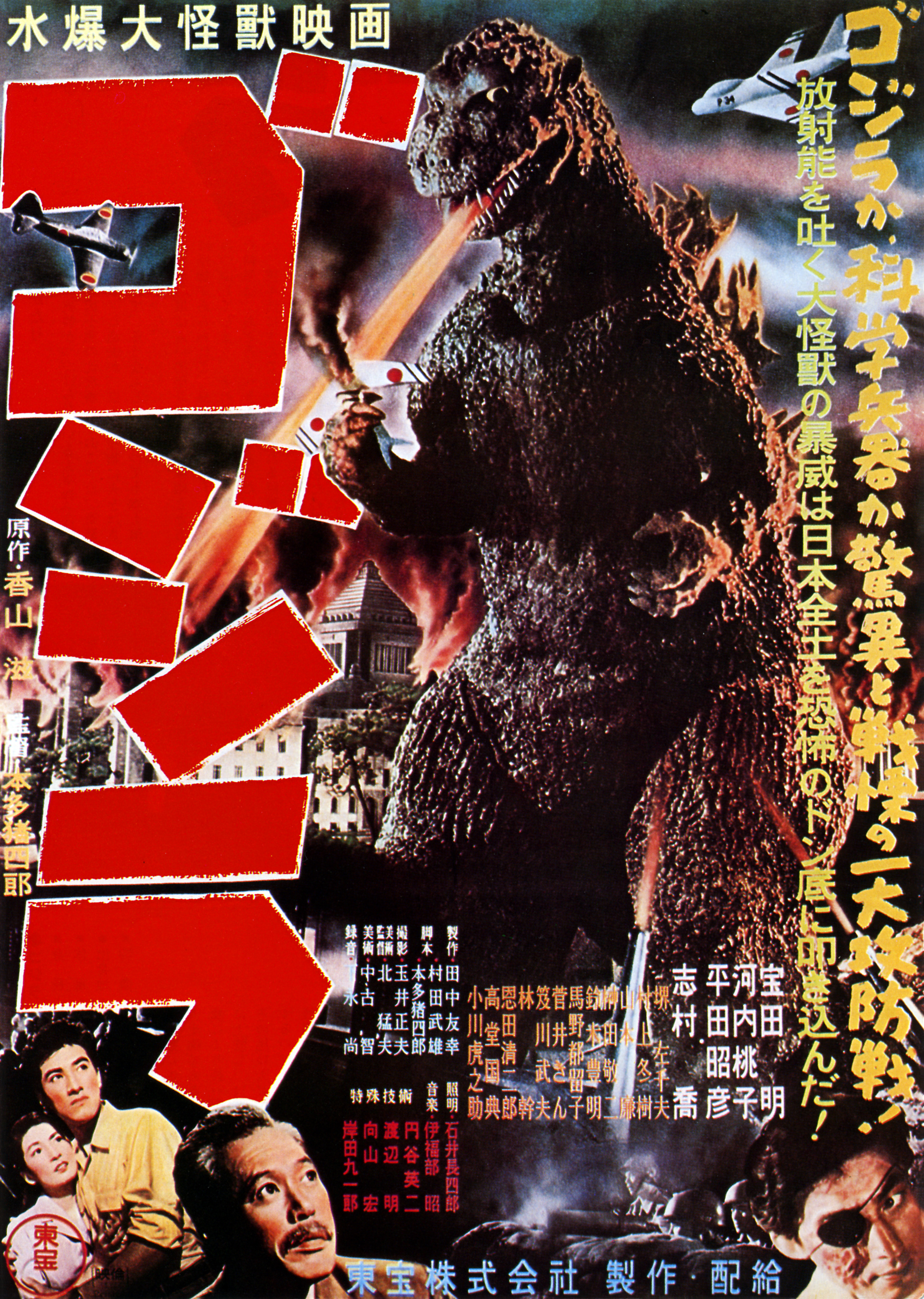
Godzilla trong phim Godzilla năm 1954.

Tokusatsu, tức kỹ xảo đặc biệt, có nguồn gốc lâu đời từ trong các rạp múa kịch Kabuki truyền thống, khi người ta sử dụng khói màu, hệ thống ròng rọc trên sân khấu để thể hiện các cảnh đánh nhau, biến hóa phép thuật. Nó cũng có nguồn gốc từ các rạp múa rối bunraku với kỹ thuật điều khiển rối. Nhưng Tokusatsu hiện đại chỉ hình thành từ khoảng năm 1950 với sự ra đời của Gojira, bộ phim quái thú nổi tiếng nhất của mọi thời đại. Bộ phim kể về một con quái thú khổng lồ bỗng thức dậy bởi tác động của bom nguyên tử và bắt đầu tấn công nước Nhật. Những kỹ thuật dùng trong phim như Suitmation (スーツメーション, diễn viên chui vào bộ trang phục quái thú) và kỹ thuật quay mô hình nhà cửa thu nhỏ bên cạnh quái thú kích thước bình thường để thể hiện sự tương quan kích thước đã trở thành kim chỉ nam cho kỹ thuật quay Tokusatsu sau đó, và ít nhiều vẫn còn giữ lại cho đến thời kỳ phim Tokusatsu sau này. Gojira đã khơi dậy làn sóng phim quái thú rất được ưa chuộng tại Nhật trong vài thập kỷ sau đó. Năm 1957, bộ phim Super Giant (Koutetsu no kyojin - người thép khổng lồ) ra đời đã đánh dấu bước chuyển đổi của Tokusatsu từ đề tài quái thú sang đề tài siêu người hùng (super hero). Năm 1958, phim Gekkou Kamen (mặt nạ ánh trăng) cũng đánh dấu sự ra đời của loại phim truyền hình dài tập với đề tài siêu người hùng.
Các loạt phim siêu người hùng sống được ít lâu trong thập niên 60 nhưng phần lớn đều không có tiến triển gì. Nhưng đến năm 1966 thì phim Maguma Taishi (đại sứ nham thạch) và Ultraman (Urutora man) ra đời đã tạo nên một dòng Tokusatsu mới, là kyodai hero -người hùng khổng lồ) trong đó thường có tình tiết là nhân vật chính đang ở hình dạng bình thường bỗng "biến thân" (henshin) thành người hùng khổng lồ để chiến đấu với quái vật có kích thước tương đương.

## Đặc trưng
Tác phẩm Tokusatsu đa phần thuộc các tác phẩm được chiếu trên truyền hình và ở Nhật khi nghe tới danh từ này, người ta thường có ấn tượng đó là sản phẩm hướng tới đối tượng là trẻ nhỏ. Và thực tế là có nhiều tác phẩm SF có nội dung hướng tới người lớn được sản xuất ra cũng phải đón nhận thái độ lãnh đạo của người xem. Và các tác phẩm Tokusatsu chỉ đơn thuần hướng tới lượng khán giả nhỏ tuổi và fan trung thành của Tokusatsu cũng thường hay bị trêu đùa là đơn giản, hời hợt.
Mặt khác, trong số những người đã lớn lên cùng với phim Tokusatsu trong thời kỳ thơ ấu của họ cũng có nhiều tiếng nói yêu cầu giữ nguyên "tính truyền thống của Tokusatsu", tức là không cần phải thay đổi theo hướng nội dung trưởng thành mà chỉ cần hướng về đối tượng nhi đồng là đủ. Ngay cả Tsuburaya Eiji, ông chủ của Tsuburaya Production, người từng thực hiện nhiều phim Tokusatsu có nội dung hợp với người lớn cũng muốn "giữ lại giấc mơ cho trẻ con", nghĩa là không muốn Tokusatsu thay đổi theo chiều hướng trưởng thành.
Nếu xem những bộ phim không có nhân vật như Kaiki Daisakusen (trận chiến kỳ lạ) và phim SF như Star Strek là Tokusatsu thì tức là danh từ này còn chỉ ở một phạm vi hẹp hơn. Công nghệ phát triển kéo theo sự tiến bộ trong lãnh vực hình ảnh do máy tính tạo ra, nó cũng tác động không nhỏ tới Tokusatsu. Do đó nội dung phim Tokusatsu cũng dần chuyển sang hướng SF hay fantasy, điều này có thể thấy qua series phim Time Ranger trong những năm gần đây. Và nếu cho rằng việc này làm thu hẹp lại phạm vi của Tokusatsu thì điều này có ý nghĩa không tốt và là vấn đề tranh cãi có từ trước khi có tranh cãi có nên hướng nội dung của Tokusatsu tới đối tượng người lớn hay không.
Một điều nữa thường thấy ở Tokusatsu: những loạt phim này là nơi tiến thân của các diễn viên trẻ tuổi. Như trường hợp của Nagano Hiroshi trong phim Ultraman Tiga (Urutoraman Teiga) năm 1996 và Odagiri Joe trong phim Kamen Rider Kuuga năm 2000. Một loạt những diễn viên trẻ trở nên nổi tiếng như Tsuruno Takeshi, Kaneko Noboru, Tamayama Tetsuji,...Phim Tokusatsu thời gian gần đây sử dụng nhiều diễn viên điển trai nên lôi kéo được một lượng lớn fan nữ, và ngược lại các vai nữ chính trong Tokusatsu sau này cũng trở thành diễn viên, người mẫu (Idol) nổi tiếng như Yoshimoto Takami, Katou Natsuki, Akiyama Rina, Yamamoto Azusa. Nhìn qua những series Tokusatsu gần đây như Tokusou Sentai Dekaranger (Kinoshita Ayumi), GoGo Sentai Boukenger (Nakamura Chise, Suenaga Haruku) cũng thấy được điều này. Nhưng gần đây cũng có những trường hợp diễn viên vô danh bỗng trở nên nổi tiếng khi lần đầu xuất hiện trong phim Tokusatsu, nhưng sau đó chìm vào quên lãng vì ít khi có thực lực. Về cơ bản thì loại phim này không đòi hỏi diễn xuất nhiều mà chỉ cần yếu tố ngoại hình là đủ thu hút một lượng lớn thanh thiếu niên.
Trước đây phần lý lịch đã từng tham gia diễn xuất phim Tokusatsu thường không được công khai nhưng cũng có nhiều diễn viên trẻ công khai điều này. Có những phim được chế tác nhằm tới đối tượng là số đông công chúng hơn là trẻ con, như trường hợp của Zebra Man. Và như vậy, tuy định nghĩa thể loại Tokusatsu càng thu hẹp hơn nhưng trái lại cũng cho thấy sự trưởng thành của nó cùng với sự trưởng thành của lớp khán giả đã xem Tokusatsu trong thời thơ ấu.
Kể từ sau đại chiến Thế giới lần 2, nước Nhật bại trận và hồi phục nhanh chóng. Phim Tokusatsu cũng tồn tại song song hai đường hướng với nội dung dành cho số đông như Gojira và nội dung chỉ dành cho thiếu niên nhi đồng như Gekkou Kamen hay series Super Giant. Trong Tokusatsu có lẽ "dài hơi" nhất phải kể tới series phim Super Sentai (スーパー戦隊, siêu chiến đội) cho tới nay vẫn còn được chiếu trên truyền hình. Loạt phim này thường có đề tài nhóm 5 thiếu niên can đảm bảo vệ Địa cầu chống lại cái ác với vũ khí tối tân và người máy khổng lồ. Có lẽ nó cũng thể hiện cái nhìn lạc quan của người Nhật sau chiến tranh, tin vào sức mạnh khoa học, kỹ thuật, kinh tế của đất nước mình. Thời kỳ bắt đầu series Super Sentai (1975-Himitsu Sentai Goranger) cũng chính là thời kỳ nền kinh tế Nhật có những bước nhảy thần kỳ. Do đó chuyện người ta lạc quan vào tương lai, tin vào khoa học kỹ thuật cũng không phải lạ.

## Các tác phẩm chủ yếu
Được phân loại như sau:
- Phim quái thú (Kaiju) gồm có: series Gojira, series Gamera, series Mosura, Sora no daikaju Radon (空の大怪獣ラドン, Radon đại quái thú bầu trời), Daikaiju Baran (大怪獣バラン-Đại quái thú Baran), Uchu Daikaiju Dogora (宇宙大怪獣ドゴラ- Đại quái thú vũ trụ Dogora), series Daimajin (大魔神- Đại ma thần), Daikyoju Gappa (大巨獣ガッパ - Quái thú khổng lồ Gappa), Furankenshutain tai chitei Kaiju (フランケンシュタイン対地底怪獣 - Frankenstein vs quái thú dưới lòng đất), Uchu daikaiju Girara (宇宙大怪獣ギララ - đại quái thú vũ trụ Girara)....
- Phim quái nhân (Kaijin) gồm có: Sensou ningen (電送人間 -người điện tín), Gasu ningen dai ichigou (ガス人間第一号 - người gas số 1), Bijo to ekitai ningen (美女と液体人間 - mỹ nữ và người chất lỏng), Jujin Yuki otoko (獣人雪男- người thú tuyết), Toumei ningen (透明人間 - người vô hình), Toumei ningen to hae otoko (透明人間と蝿男 -người vô hình và người ruồi), Tamango, Kyuketsuki Gokemidoro (吸血鬼ゴケミドロ - quỷ hút máu Gokemidoro)...
- Phim yêu quái (Youkai) gồm có: Youkai hyaku monogatari (妖怪百物語 - 100 truyện yêu quái), Youkai daisensou (妖怪大戦争, đại chiến tranh yêu quái), Sakuya Youkaiden (さくや妖怪伝, chuyện yêu quái Sakuya), Gegege no kitarou (ゲゲゲの鬼太郎, quỷ Gegege)...
- Phim chiến tranh gồm có: Hawai.Mare oki kaisen (ハワイ・マレー沖海戦, hải chiến Hạ Uy Duy-Mã Lai), Taiheiyou no washi (太平洋の鷲, diều hâu Thái bình dương), Taiheiyou no tsubasa (太平洋の翼, đôi cánh Thái bình dương), Aojima youkan bakugeki meirei (青島要塞爆撃命-令- mệnh lệnh đánh bom căn cứ Aojima), Nihonkai daikaisen (日本海大海戦, đại hải chiến trên biển Nhật Bản),...
- Phim Tokusatsu chiếu rạp: Gamma daisan gou uchu daisakusen (ガンマー第3号宇宙大作, đại tác chiến vũ trụ Gamma số 3), Nippon tanjou (日本誕生, Nhật Bản ra đời), Osaka jou monogatari (大坂城物語, câu chuyện thành Osaka), Sekai Daisensou (世界大戦争, đại chiến Thế giới), Kairyu daikessen (怪竜大決戦, đại quyết chiến quái long), Uchu kara no messejii (宇宙からのメッセージ, bức thông điệp từ vũ trụ), Nihon chinbotsu (日本沈没, Nhật Bản bị chìm), Sayounara Jupitaa (さよならジュピター, vĩnh biệt Mộc tinh),...

## Những loạt phim Tokusatsu nổi tiếng
- Loạt phim Kamen Rider
- Loạt phim Super Sentai
- Loạt phim Ultra Series
- Loạt phim Godzilla
- Loạt phim Metal Hero
- Loạt phim "Hoàng Kim Kị Sĩ GARO"
- Loạt phim Chouseishin Series
- Loạt phim Tetsujin Ganriser NEO Saga do Đài Truyền hình Iwate sản xuất
- Phim Anh hùng Tiger Seven do P Production sản xuất

## Tầm ảnh hưởng của Tokusatsu bên ngoài Nhật Bản
Tuy Tokusatsu xuất phát điểm từ Nhật Bản, nó đã chiếm được lòng yêu thích của đông đảo người xem không chỉ tại Nhật mà cũng khi vượt ra khỏi lãnh thổ nước này. Tokusatsu của Nhật đã đạt tới mức "Lừng lẫy năm châu - Nổi tiếng khắp toàn cầu". Ngoài các kênh truyền hình Nhật, Tokusatsu còn được chiếu trên truyền hình ở một số nước gần gũi với nền văn hóa Nhật Bản ở Nam Mỹ như Brasil và các nước Nam Âu như Tây Ban Nha, Bồ Đào Nha. Ở Đông Nam Á thì Thái Lan, Indonesia là những nước chiếu Tokusatsu trên truyền hình sớm nhất.
Tokusatsu còn được nhiều kênh truyền hình Hàn Quốc trình chiếu. Ngày nay, với sự bùng nổ của công nghệ thông tin, Tokusatsu đã xâm nhập vào lượng khán giả khắp thế giới. Tại những trang cho đăng tải phim ảnh nổi tiếng như Youtube hay Veoh, người ta dễ dàng bắt gặp một lượng lớn phim Tokusatsu do fan cuồng nhiệt ở từng nước tải lên. Các nước bản địa cũng bắt đầu hình thành nên cộng đồng, diễn đàn yêu thích Tokusatsu và cũng chính họ là người đi tiên phong trong việc làm phụ đề sang ngôn ngữ bản địa, một việc làm góp phần phổ biến Tokusatsu.
Kỹ thuật Tokusatsu được sử dụng bên ngoài nước Nhật bởi sự nổi tiếng của các bộ phim quái thú Gojira:
- Năm 1961, Anh cũng chế tác một phim Gojira của mình với tên Gorgo và cũng sử dụng kỹ thuật Suimation. Cùng năm, Saga Studios của Đan Mạch cũng cho ra đời phim quái thú khổng lồ có tên Reptilicus sử dụng các hình nhân và mô hình thu nhỏ.
- Năm 1967, Hàn Quốc cũng chế tác phim quái thú của mình với tên Taekoesu Yonnggary.

Kỹ thuật Tokusatsu được sử dụng bên ngoài nước Nhật bởi sự nổi tiếng của các bộ phim khác:
- Năm 1975, Shaw Brothers (một hãng phim Hương Cảng) cũng sản xuất một phim siêu người hùng (superhero) với tên The Super Inframan dựa trên series Ultraman và Kamen Rider của Nhật.
- Năm 2001, Buki X-1 Productions, một công ty Pháp quốc của các fan Tokusatsu đã cho ra đời series Tokusatsu của riêng mình là Jushi Sentai France Five (gọi tắt là France Five) dựa trên series Super Sentai của hãng Toei, Nhật.
- Năm 2004, Peter Tatara cho ra đời series phim Johnny Robo có kinh phí thấp dựa trên series Kamen Rider và người hùng biến thân.
- Tại Nam Hàn cũng sản xuất series Tokusatsu dành cho trẻ em của riêng họ là Vectorman (Hanja: 지구용사 백터맨) (năm 1999), Power Master Maxman (Hanja: 수호전사 맥스맨) (năm 2004), Environmental Transfer Gentafos (Hanja: 환경전사 젠타포스) năm 2002 và Erexion (năm 2006), Legend Hero Samgugjeon (Hanja: 레전드히어로 삼국전) năm 2016 và X-Garion (Hanja: 엑스가리온) năm 2019.
- Daewon Media hiện đã sản xuất bản Hàn Quốc hóa cho loạt phim Zyuden Sentai Kyoryuger trong tháng 2 năm 2017 theo bản gốc mà không cần phải mua lại series phim này để lồng tiếng. Bản Hàn Quốc hóa có tên Power Rangers: Dino Force Brave. Series sử dụng cảnh quay của Zyuden Sentai Kyoryuger với những cảnh có các diễn viên nói tiếng Hàn để ghép với những cảnh có diễn viên Nhật Bản lồng tiếng Hàn hoặc những cảnh hành động từ Super Sentai chống lại quái vật hoặc robot khổng lồ (Zord và Megazord) giao tranh với lồng tiếng Hàn.
- Satria Heroes là loạt series tokusatsu của Indonesia cùng Ishimori Productions (tác giả của Kamen Rider Series) với phần phim đầu tiên là "Satria Garuda Bima" trong năm 2013. Sau đó, "Satria Garuda Bima-X" cũng được ra mắt năm 2014. Năm 2019, một phần phim ngắn tiền đề cho mùa 3 là "Satria Naga Kai" đã được ra mắt - tuy nhiên số phận của nó có khả năng sẽ bị chuyển đổi thành một bộ phim hoạt hình chứ không còn là một phim Tokusatsu. Loạt phim cũng có cái tên đáng chú ý trong năm 2020 là "Bima-S", tuy nhiên nó là một phần phim hoạt hình cho trẻ em - có một sự liên kết không chính thức với hai mùa phim đầu tiên.
- Tháng 8 năm 2006,Thái Lan cũng sản xuất loạt phim Tokusatsu của mình dựa trên loạt Super Sentai của Nhật. Loạt phim này có tên Sport Rangers, có ý tưởng mới lạ về đề tài thể thao nhưng số tập không kéo dài như series Sentai. Sau đó là loạt phim Miraigar (2016-2018).
- Mới nhất, Trung Quốc cũng bắt đầu sản xuất loạt Tokusatsu của mình với tên:

1. Vũ trụ Armor Hero "Khải Giáp Dũng Sĩ" (铠甲勇士 Bính âm: Kǎi Jiǎ Yǒng Shì) gồm "Armor Hero" trong năm 2007 - 2008, "Armor Hero XT" (铠甲勇士刑天 Bính âm: Kǎi Jiǎ Yǒng Shì Xíng Tiān) năm 2011, "Armor Hero LAVA" (铠甲勇士拿瓦 Bính âm: Kǎi Jiǎ Yǒng Shì Ná Wǎ) năm 2013, "Armor Hero Atlas" (铠甲勇士之雅塔莱斯 Bính âm: Kǎi Jiǎ Yǒng Shì Zhī Yǎ Tǎ Lái Sī) năm 2014; "Armor Hero Captor" (铠甲勇士捕将 Bính âm: Kǎi Jiǎ Yǒng Shì Bǔ Jiāng) năm 2015; "Armor Hero Captor King" (铠甲勇士捕王 Bính âm: Kǎi Jiǎ Yǒng Shì Zhī Bǔ Wáng) năm 2016 và "Armor Hero Hunter" (铠甲勇士猎铠 Bính âm: Kǎi Jiǎ Yǒng Shì Liè Kǎi) năm 2018.Sau 4 năm gián đoạn,phần phim tiếp theo là Armor Hero Star Ray "Khải Giáp Dũng Sĩ Tinh Diệu" (铠甲勇士之星曜 Bính âm: Kǎijiǎ Yǒngshì Zhīxīng Yào) dự kiến khởi chiếu vào cuối năm 2024.
2. Loạt phim Battle Strike Team "Cự Thần Chiến Kích Đội" (巨神战击队第 Bính âm: Jù Shén Zhàn Jí Duì) cùng chung vũ trụ với Armor Hero, gồm "Battle Strike Team - Giant Saver" trong tháng 12 năm 2012, "Battle Strike Team - Space Deleter" (巨神战击队之空间战击队 Bính âm: Jùshén Zhàn Jí Duì - Zhī Kōng Jiān Zhàn Jí Duì) ngày 22 tháng 12 năm 2014 và "Battle Strike Team - Rescue Engine" ngày 17 tháng 10 năm 2016 (巨神战击队之超救分队 Bính âm: Jù Shén Zhàn Jí Duì - Zhī Chāo Jiù Fēnduì) năm 2016. Dòng phim vẫn tiếp tục vào năm 2020 với "Battle Strike Team - Railway Vanguard" (巨神战击队之轨道先锋 Bính âm: Jù Shén Zhàn Jí Duì - Guǐdào Xiānfēng), tuy nhiên nó đã trở thành một bộ phim hoạt hình - chính thức đặt dấu chấm hết cho việc sử dụng nền tảng Tokusatsu vào dòng phim.
3. Metal Kaiser "Ngũ Long Kì Trảo Sĩ" (五龙奇剑士 Bính âm: Wǔ Lóng Qí Jiàn Shì).

- Năm 2007 – 2008, Philippines sản xuất loạt Tokusatsu mang tên "Zaido: Cảnh sát trưởng không gian" (Zaido: Pulis Pangkalawakan).
- Năm 2019, tokuAsia của Singapore mới có công bố về loạt Sacred Guardians - với mùa đầu tiên mang tên "Sacred Guardian Singa" và sẽ được ra mắt cuối 2021 nếu tình hình dịch bệnh COVID-19 tích cực hơn. Dòng phim được dựa theo loạt Kamen Rider và Ultra Series, nói về cuộc chiến của những chiến binh mang sức mạnh cổ đại với những thế lực tà ác xuyên suốt chiều dài lịch sử Singapore. Phần phim đã có ấn phẩm truyện tranh chính thức và rất được đón nhận không chỉ bởi các cộng đồng hâm mộ Châu Á mà còn đến từ Hoa Kỳ.
- Năm 2020, Wiroes tại Malaysia công bố dự án Mighty Knights - mùa đầu tiên là "Mighty Knight Bayu" và đã có một phim ngắn tiền đề cùng năm. Dòng phim được dựa theo loạt Kamen Rider, nói về cuộc chiến của những thanh niên chống lại các phe phái đen tối trong một thế giới tương lai mà mọi thứ giá trị đều bị chi phối bởi các "Enerstamp". Phim được sự hộ thuẫn đặc biệt đến từ một vài diễn viên chính trong mùa phim "Power Rangers Ninja Storm", đã có ấn phẩm truyện tranh chính thức.
- Mới đây, tại Việt Nam cũng đã chính thức ra mắt một số phim Tokusatsu như:

1. "Siêu nhân X" (ra mắt năm 2015). Phim do Ngô Kiến Huy thủ vai chính, tuy nhiên một số cộng đồng Tokusatsu tại Việt Nam vẫn đang tranh cãi liệu có nên tính phim này vào dòng Tokusatsu hay không vì phim mang đậm âm hưởng các phim Siêu Anh Hùng hài hước của Hollywood như Kick-Ass hơn và rất ít yếu tố Tokusatsu - cũng như chưa có sự xác nhận chính thức từ nhà sản xuất.
2. "Chiến Đội Vệ Thú" (sản xuất năm 2019-2020 bởi Tuxi Production). Lấy cảm hứng từ các loạt phim Super Sentai đình đám của Nhật Bản, đây là một loạt dự án kinh phí thấp nói về những chiến binh trẻ còn trong độ tuổi đi học bất chợt chạm mặt lũ quái vật bí ẩn, nhận được những sức mạnh kì lạ đến từ những hòn đá năng lượng bí ẩn được phân tích bởi một nhà khoa học trẻ bị tật ở chân - song song với những kế hoạch nguy hiểm mà thế lực thủ ác đang che giấu. Nếu không tính "Siêu Nhân X", đây là phim Tokusatsu đầu tiên chính thức được sản xuất và trình chiếu tại Việt Nam dưới dạng web-drama.
3. Phim ngắn Viễn Mộng Vệ Nhân (Vũ Tùng Production sản xuất năm 2019) - dựa theo các siêu anh hùng từ Super Sentai. Phim nói về ước mơ của một cậu bé hay bị bắt nạt, với mong ước được làm hoạ sĩ tạo cảm hứng cho mọi người - cũng như chính các chiến binh Siêu Nhân Đỏ ngày xưa đã làm với cuộc đời cậu. Cũng vào năm 2021, một phim ngắn khác cùng bên sản xuất là Vệ Nhân ra mắt - nói về những trái tim trong sáng đầy anh hùng trong một thế giới đầy cạm bẫy và góc khuất.
4. Đa vũ trụ Chiến Thần gồm "Chiến Thần Lạc Hồng" - dự án phim bộ lấy cảm hứng từ Kamen Rider, Super Sentai, Ultra Series, Metal Heroes hay cả dòng phim như Marvel, DC,... được lên ý tưởng bởi Đỗ Đức Mười và Phạm Minh Long - đã được nhá hàng vào năm 2017 và chính thức công bố vào ngày 1 tháng 7 năm 2019 bởi TRANSFILM và Dive Into Eden. Dự án hiện đang bị hoãn do tình hình dịch bệnh COVID-19 cùng các dự định về việc triển khai một đa vũ trụ siêu anh hùng riêng do nhóm Dive Into Eden đã xây dựng từ 2013 (trở thành phim Tokusatsu Việt Nam đầu tiên có thời gian chuẩn bị lâu nhất cho tới thời điểm hiện tại). Sau 5 năm bị hoãn do tình hình dịch bệnh COVID-19. Dự án phim siêu anh hùng Việt Nam "Chiến thần Lạc Hồng" đã trở lại. Hiện tại, mùa một đã trong giai đoạn sản xuất. Chiến Thần có thể kế thừa tinh hoa của những dòng phim đó và kết hợp chúng với bản sắc văn hóa Việt - đặc biệt là Chiến Thần Lạc Hồng khi khai thác những câu chuyện cổ tích, kho tàng Huyền Sử Việt Nam cùng văn hoá Trống Đồng, văn hoá chim Lạc cổ xưa,... để đưa người xem tiếp cận gần hơn với những câu chuyện xưa và nay, qua một cách thể hiện khác dựa trên hình ảnh siêu anh hùng biến hình, nhưng đồng thời vẫn giữ đúng những giá trị và những nội dung truyền tải. Dự án cũng được các cộng đồng hâm mộ nước ngoài ngóng chờ và có một mối quan hệ cộng tác khá tốt với tokuAsia và Wiroes - sản xuất của Sacred Guardians và Mighty Knights.
5. "Anh Hùng Nón Lá". Hiện chưa có nhiều thông tin về dự án, nhưng có thể nhận ra sự ảnh hưởng của mùa phim "Ninpuu Sentai Hurricaneger" trong phần thiết kế và hình ảnh.

Tuy nhiên, những loạt phim Tokusatsu của Trung Quốc đặc biệt gây nhàm chán với nhiều khán giả bởi nội dung vô cùng thiếu sự độc nhất. Điều này khiến cộng đồng fan Tokusatsu tại Việt Nam phẫn nộ và khó chịu, luôn đem ra đánh giá đó là những loạt phim "đạo nhái": Loạt phim Armor Hero có motif giống với loạt phim Kamen Rider, còn Battle Strike Team với motif giống với Super Sentai (Super Sentai và Kamen Rider đều do Toei Company Ltd. sản xuất), còn Metal Kaiser giống với motif của loạt phim Ultra Series. Nhưng có một điều mà ít ai ngờ, chính Toei Company Ltd. đã công nhận hai dòng phim Armor Hero và Battle Strike Team một cách công khai và tự hào vào năm 2018 - và thậm chí ngay từ lúc bắt đầu, Armor Hero và Battle Strike Team đều có phần phục trang được chuẩn bị bởi công ty cũng đã làm phục trang cho loạt Kamen Rider.
Đáng nói nhất vẫn là loạt phim Power Rangers ban đầu do hãng Saban (Hoa Kỳ) mua bản quyền bắt đầu từ loạt phim "Kyōryū Sentai Zyuranger" của hãng Toei (năm 1990) và thay đổi nội dung chút ít, cho diễn viên Mỹ diễn lại toàn bộ và chỉ giữ lại những cảnh người máy, máy móc trong phim của Nhật; mà đỉnh cao là "Power Rangers Ninja Storm" (dựa theo "Ninpuu Sentai Hurricaneger") và "Power Rangers: Jungle Fury" (dựa theo "Juken Sentai Gekiranger") là 2 series ăn khách nhất trong lịch sử Power Rangers. Loạt phim này thành công đến độ người ta phải làm tiếp những phần (season) sau và hiện vẫn còn đang tiếp tục. Power Rangers sau được Walt Disney mua lại, nhưng tới 2011 đã được Saban chuộc lại. Tuy nhiên sau nhiều mùa và một phim chiếu rạp cùng tên Power Rangers, Saban đã làm cho dòng này suýt phải chết yểu (chỉ duy nhất "Power Rangers: Dino Charge" và "Power Rangers: Dino Super Charge" dựa theo "Zyuden Sentai Kyoryuger" được đánh giá cao) - trước khi bắt buộc phải bán lại cho Hasbro.
Năm 1994, người Mỹ cũng mua lại bản quyền của các series Metal Heroes như Choujinki Metalder, Uchukeiji để diễn lại với cái tên VR Troopers. Sự thành công của những series mua bản quyền này tại đất Mỹ khiến Saban cho ra đời series original của mình dựa trên thần thoại Á Nhĩ Lan là "The Mystic Knights of Tir Na Nog". Năm 1994, DiC Entertainment cũng mua lại các cảnh phim trong "Denkou Choujin Gridman" của Tsuburaya Production để chế tác "Superhuman Samurai Cyber-Squad" của mình.
Có lẽ bấy nhiêu đó cũng đủ nói lên một điều rằng: nếu trước đây người Nhật giỏi phát triển lên từ nền tảng phát minh của người khác thì trong thể loại phim Tokusatsu, họ đã sáng tạo một nền tảng để cả thế giới phải sử dụng.